# Hemiserica severini
Hemiserica severini är en skalbaggsart som beskrevs av Brenske 1896. Hemiserica severini ingår i släktet Hemiserica och familjen Melolonthidae. Inga underarter finns listade i Catalogue of Life.